# 過酸化マグネシウム
過酸化マグネシウム（かさんかマグネシウム、英: magnesium peroxide）はマグネシウムの過酸化物で、化学式 MgO2 で表される無機化合物。加水分解により酸素を放出する。
{\displaystyle {\ce {MgO2 + 2H2O -> Mg(OH)2 + H2O2}}}
{\displaystyle {\ce {2H2O2 -> 2H2O + O2}}}

## 用途
医薬品として制酸薬、緩下剤として利用されるカマグは酸化マグネシウムであり、過酸化マグネシウムとは別の化学物質である。

## 法規制
日本の消防法において、第一類危険物(酸化性固体)である無機過酸化物に属する。